# Беровски бугри
Беровски бугри или Баеровски бугри са паралелно простиращи се пясъчни хълмове, предимно от изток на запад, разпространени главно по северното крайбрежие на Каспийско море, в Прикаспийската низина. Височината им обичайно варира от 6 до 8 m, рядко до 45 m, ширина – до 400 m, дължина – до 7 – 8 km. Изградени са от пясъци и споени глини. За техния произход съществуват няколко хипотези, като най-вероятната е ерозионно-еоловата. Беровските бугри наподобяват ниските и дълги хълмове в Западен Сибир или пясъчните дюни в пустините. За първи път са описани от руския учен от немски произход, академик Карл Ернст фон Баер, през 1856 г.